# Coop Norrbotten Arena
La Coop Norrbotten Arena est une patinoire de Luleå en Suède. Elle a été construite en 2002.
Elle accueille notamment l'équipe de hockey sur glace du Luleå HF de la SHL. La patinoire a une capacité de 5750 spectateurs.

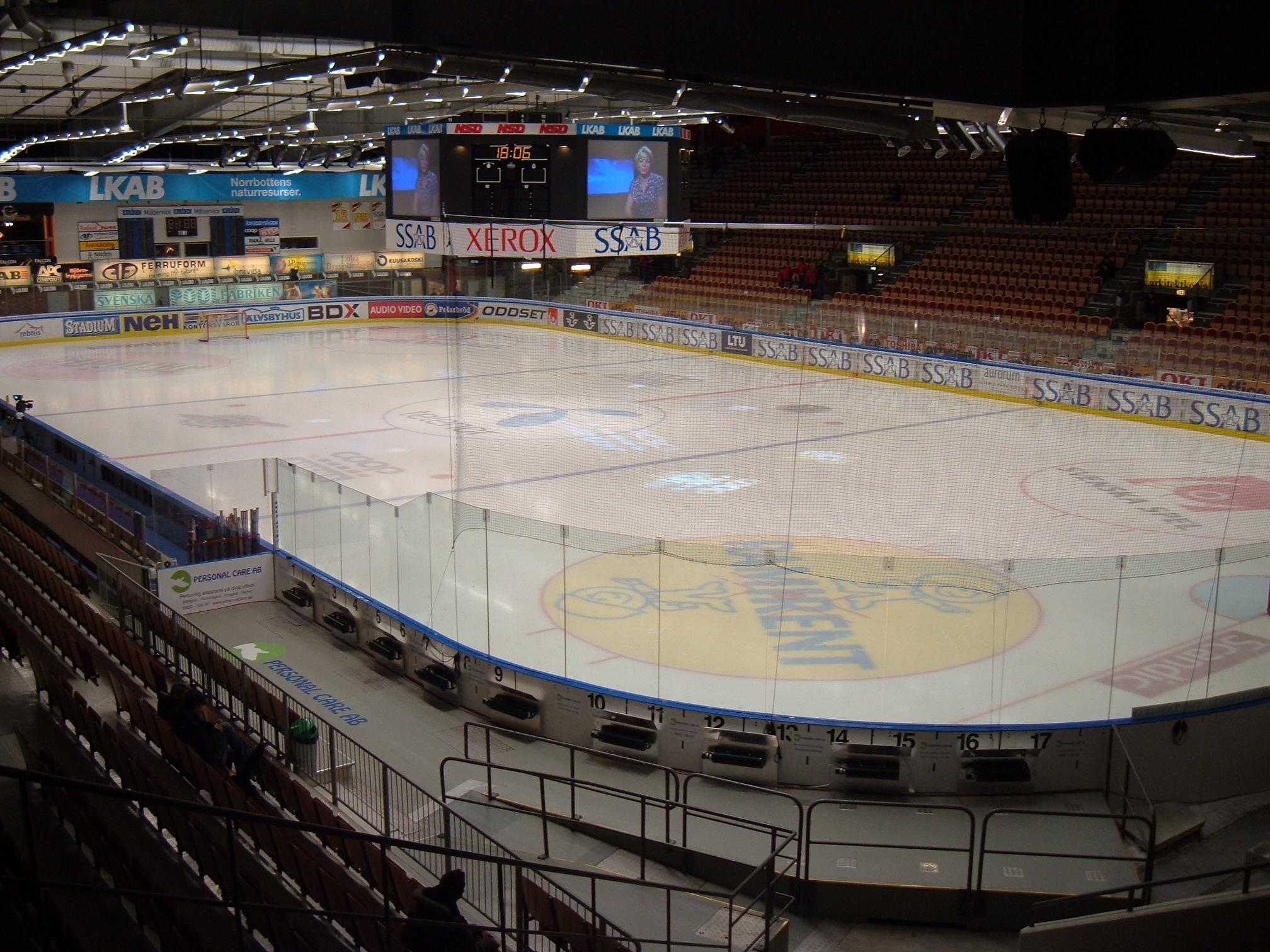
Intérieur de la patinoire